# Избаци маму из воза
Избаци маму из воза (енгл. Throw Momma from the Train) је комедијски филм из 1987. редитеља Денија Девита.
Лери, писац, бори се са проблемом блокаде због своје ужасне бивше жене. У међувремену, Овен мора стално да трпи своју шефовску мајку. Обоје желе да им бивша жена и мајка буду мртве.

## Радња
Испоставило се да чак и веома различити људи могу имати нешто заједничко. Обједињујући мотив је жеља да се отарасите вољене особе, и то на најефикаснији начин.
Лери Донер (Били Кристал) је одувек сањао да постане познати писац. Дуги низ година, док га је жена мучила издајама, Лари је написао своју књигу. У једном тренутку, Ларијеви живци не могу да издрже, и он одлучује да се разведе. Маргарет, Леријева супруга, након што је узела половину имања, узела је и завршени сценарио. Сада је богата, позната, а све то захваљујући његовом раду.
И предаје књижевност на универзитетским курсевима за паре и мрзи бившу жену. Овен Лифт (Дени ДеВито), човек у најбољим годинама, кога сви зову Мали Нед због ниског раста, похађа Леријеве часове. Нед има четрдесет година, али и даље живи са мајком, која га немилосрдно нервира и стално се меша у његове послове.
Једног дана ова двојица губитника на памет долази занимљива идеја, наиме, да размене убиства. Односно, свако ће бити ослобођен од особе коју мрзи туђим рукама. Тако ће свако имати алиби, а рука неће оклевати да убије странца. Тако су мислили када су развијали свој „генијални” план, али се у стварности све испоставило много компликованије...
Врхунац филма "Избаци маму са воза" је сама мајка, коју је сјајно одиграла Ен Ремзи. Номинација за Оскара у категорији најбоља споредна глумица говори сама за себе.

## Улоге
| Глумац            | Улога                                |
| ----------------- | ------------------------------------ |
| Дени Девито       | Овен Лифт                            |
| Били Кристал      | Лери Донер                           |
| Ен Ремзи          | госпођа Лифт                         |
| Ким Грајст        | Бет Рајан                            |
| Кејт Малгру       | Маргарет Донер                       |
| Бренфорд Марсалис | Лестер                               |
| Роб Рајнер        | Џоел, Леријев књижевни агент         |
| Брус Кирби        | детектив ДеБенедето                  |
| Џои Де Пинто      | наредник полиције                    |
| Ени Рос           | госпођа Газелтајн (студенткиња)      |
| Реј Берк          | господин Пински (студент)            |
| Оливија Браун     | госпођа Гледстон (Лестерова девојка) |
| Опра Винфри       | игра саму себе                       |
| Сту Силвер        | Рамон, баштован                      |
| Филип Перлман     | Фил Перлман (студент)                |
| Гети Лин Гертс    | репортер                             |